# آخر الفرسان (مسلسل)
آخر الفرسان مسلسل تلفزيوني بدوي من إنتاج العربية للإنتاج دبي ومن بطولة رشيد عساف بدور بشار وعمار شلق بدور رابح وملكة جمال لبنان السابقة جويل بحلق  بدور شيماء. والمسلسل مكون من 22 حلقة ومن إخراج نجدة إسماعيل أنزور. استند العمل إلى أشعار الشيخ محمد بن راشد آل مكتوم وكتب الحلَقات الكاتب هاني السعدي. وصُوِّر المسلسل في عدة دول منها دبي بدولة الإمارات وجزر المالديف والصين وجنوب إفريقيا والسودان ومصر والمغرب والأردن.

## ملخص قصة العمل

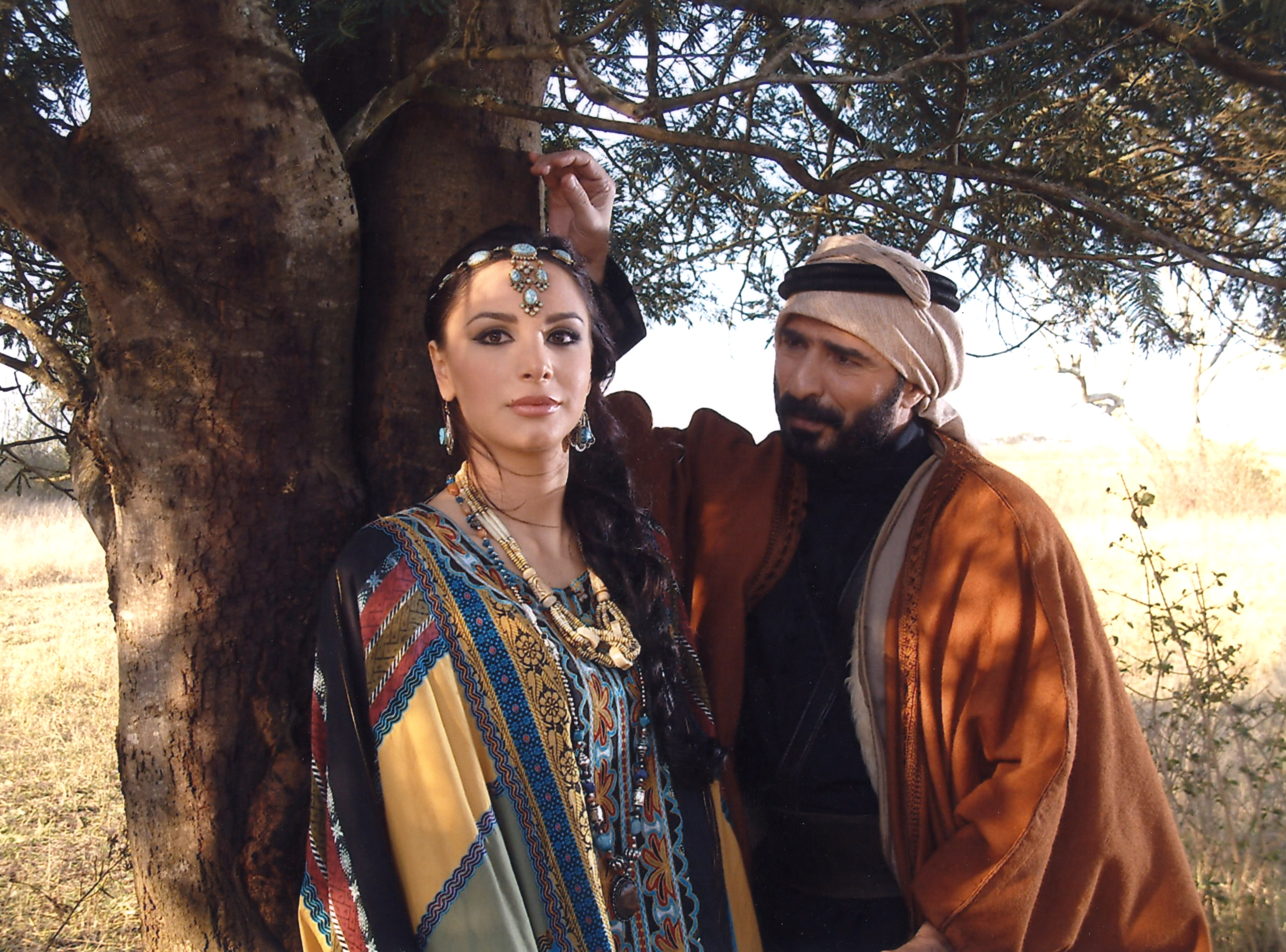
شيماء وبشار في أول لقاء بينهما

يطمح الرجال بأن يتمتعوا بصفة الفرسان وأخلاقهم بكل ما تعنيه الكلمة من معاني النبل والأصالة والشهامة والرجولة فهناك من لديه المقومات وينجح منذ البداية وهناك من لديه المقومات ولكن كوامن الشك في نفسه تعيقه عندما تتغلب عليه فيذل، إلا أنه ينطلق معتدا بنفسه بعد أن يتغلب عليها فينتصر. لكن المأساة تتفاقم عندما توجد الرغبة الجامحة في الوصول إلى هذا المستوى من الفروسية ولكن في غياب المقومات الأساسية فتنعكس شرا قاتلا وسما زعافا تنال من صاحبها وكل من حوله.
تدور قصة وأحداث آخر الفرسان في مكان ما في الجزيرة العربية في أواسط القرن التاسع عشر حيث تشتهر «شيماء» (جويل بحلق) إحدى جميلات العرب وأميراتهم بشعرها وقدرتها على تحدي الشباب في صورة ألغاز شعرية محاكة ببراعة ضمن أبيات قصائدها. صعب حلها على الكثيرين إلا ابن عمها رابح (عمار شلق).
أحبها ابن عمها رابح وأرادها زوجة له. إلا أن شيماء لم ترضَ به زوجا رغم إعجابها به لإدراكها بغريزة الأنثى أن فروسيته لم تنضج بعد، ولم تصل إلى مستوى ما تراه في فتى أحلامها. ولم يكن خلاصها من هذا المأزق إلا أن تعلن على الملأ بأنها ستتزوج مِنْ مَنْ يحل لغزا في قصيدة أنشدتها على الملأ وأعلنت بأن من عرف جواب هذا اللغز عرف مهرها وعليه أن يحضره خلال عام للتزوج به.
فشل رابح كما فشل الكثيرون، إلا أن بشار (رشيد عساف) ابن شيخ قبيلة أخرى يسمع بجمال شيماء ويسمع عن تحديها فيأتي قبيلتها ويحل اللغز ويعلن أنه «سيف ابن يحيى» أحد ملوك العرب القدماء الذين عرفوا بالعدل والنزاهة. تقع بحبه شيماء، لأنها رأت فيه صورة لفتى أحلامها رجلا مكتمل النضج وبنظرها تراه آخر الفرسان. ويقع بشار في حبها أيضا ويهيم بها ويدفعه حبه لها إلى إكمال ما التزم به ليفوز بها عروسا له.

### رحلة بشار

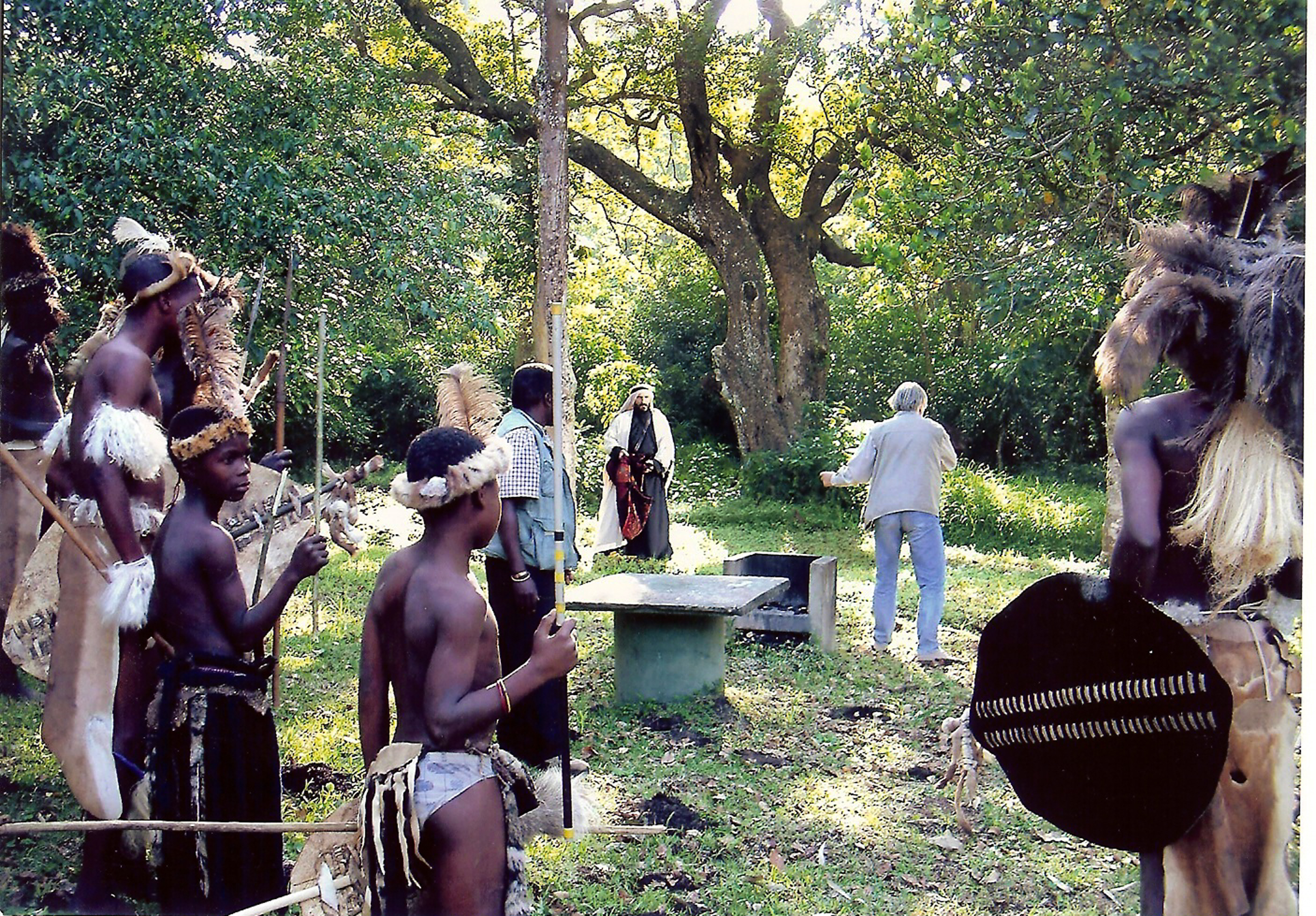
نجدة أنزور يوجه رشيد عساف في مشاهد التصوير في جنوب أفريقيا

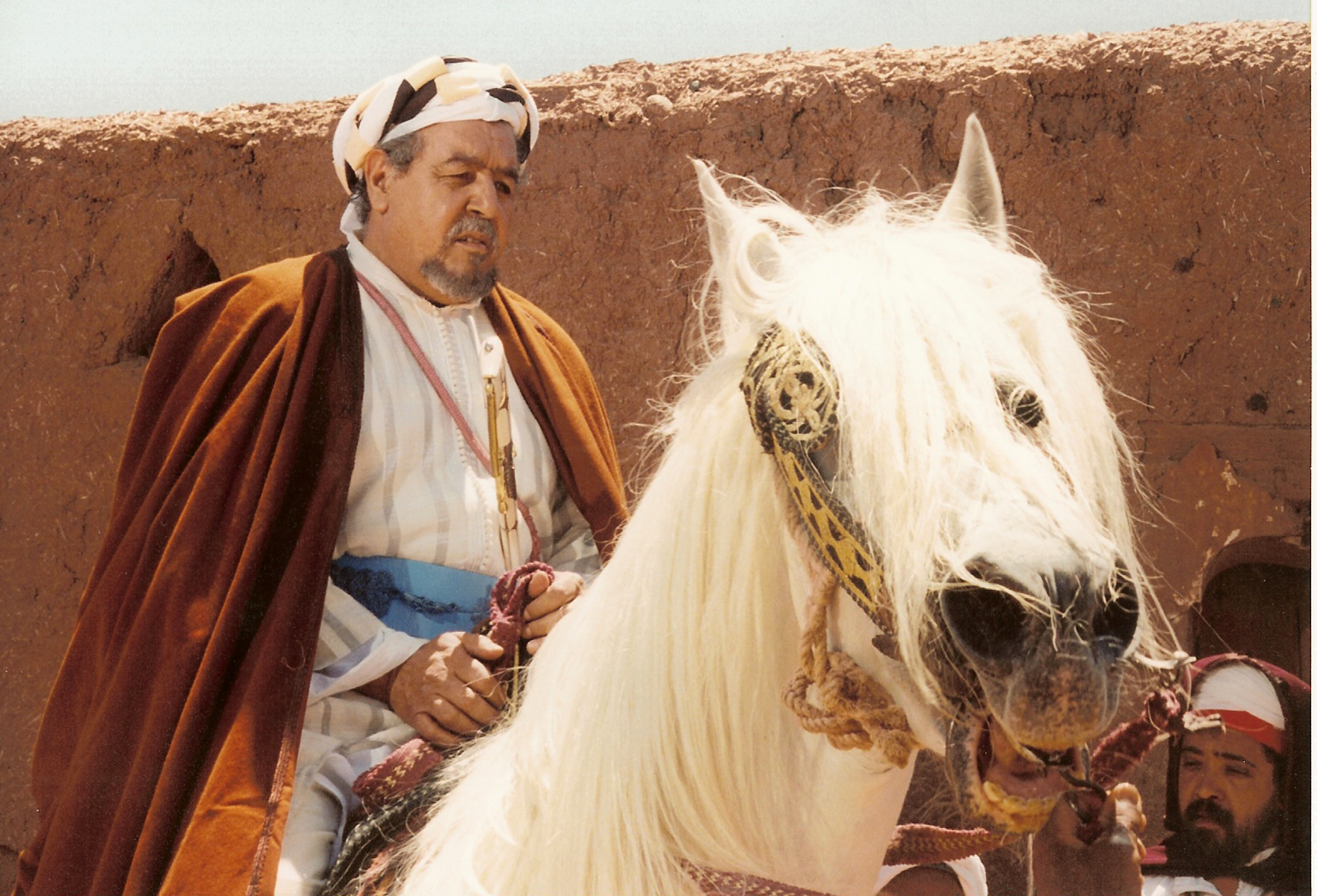
حسن الجندي بدور شواش

يرحل بشار بحثا عن مهر شيماء في جميع أصقاع الأرض متعقبا أثر من يملك سيف ابن يحيى وهو يعلم أن مهلته سريعا ما ستنتهي وأنها لا تزيد عن عام واحد. تبدأ مغامرته بحرا وبدلا من الهند يجد نفسه في المالديف. هناك يتعرف على سكانها وتاريخهم وعاداتهم حتى تشاء الصدف أن يسمع عن أثر السيف ثانية فيتابع رحلته متوجها شرقا إلى الصين ثم يعود غربا إلى أفريقيا بلاد الزولو ويتجه شمالا عبر السودان ومصر ثم غربا ثانية في رحلة طويلة يصل فيها إلى المغرب عبر الصحراء الكبرى. تقلب بشار في رحلته من مغامرة إلى أخرى أكثر إثارة ومن مخاطر إلى أخرى أشد كادت تودي بحياته أكثر من مرة. لم يعينه على تجاوز هذه الصعاب إلا حبه وإخلاصه لشيماء ووفائه لوعده.
أخيرا وجد بشار السيف في المغرب عند شوّاش (حسن الجندي) وبدأ رحلة العودة إلى ديار شيماء عبر الصحراء الكبرى ثم مصر فالأردن قاصدا الجزيرة العربية.....ولكن لا يصل في الموعد المحدد بل يتأخر قليلا ويصل في يوم عرس رابح على شيماء، وعندما يرونه يتراجع رابح ويقدم شيماء عروسا لبشار

### قبيلة دهشان

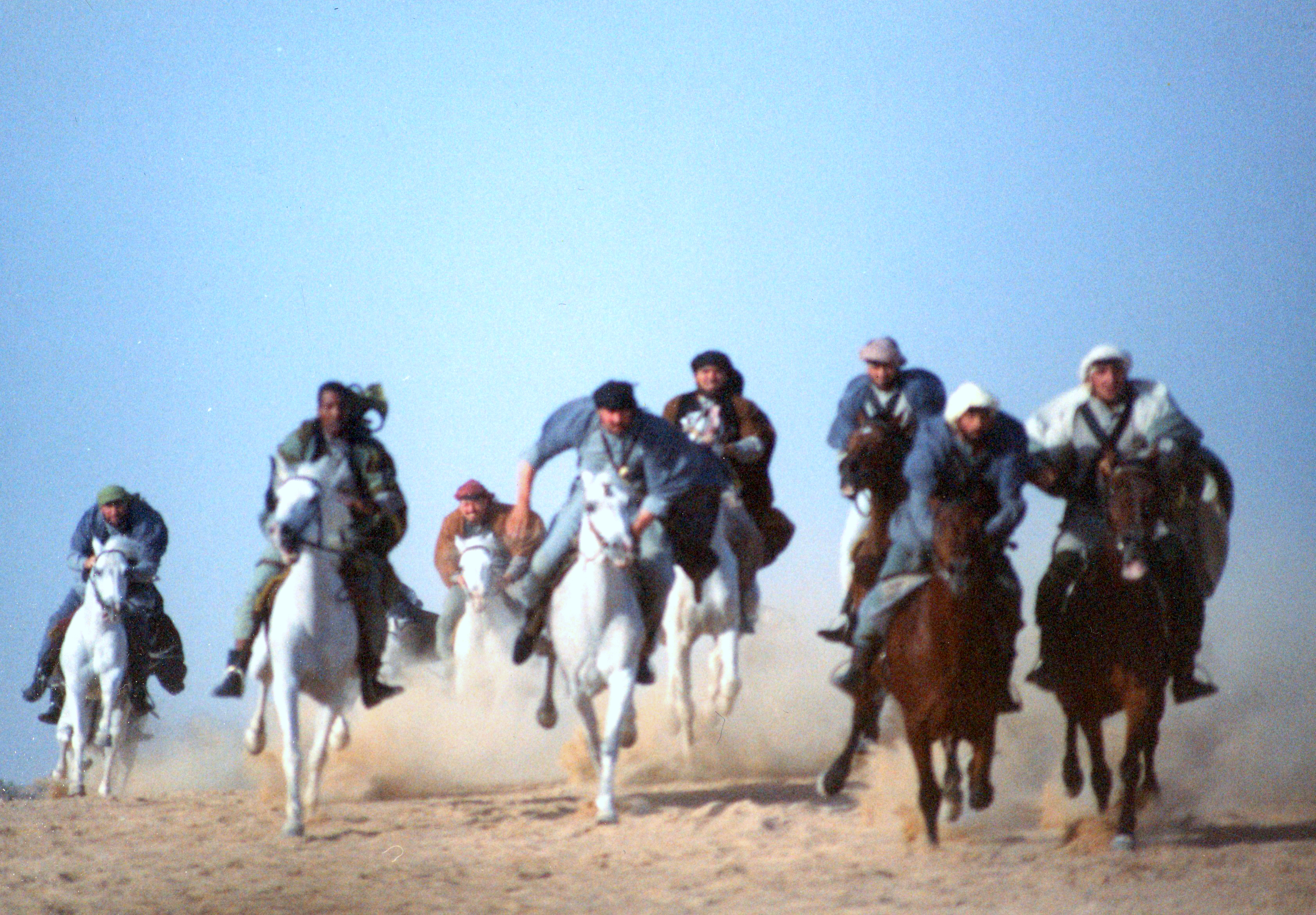
غزو على قبيلة شيماء

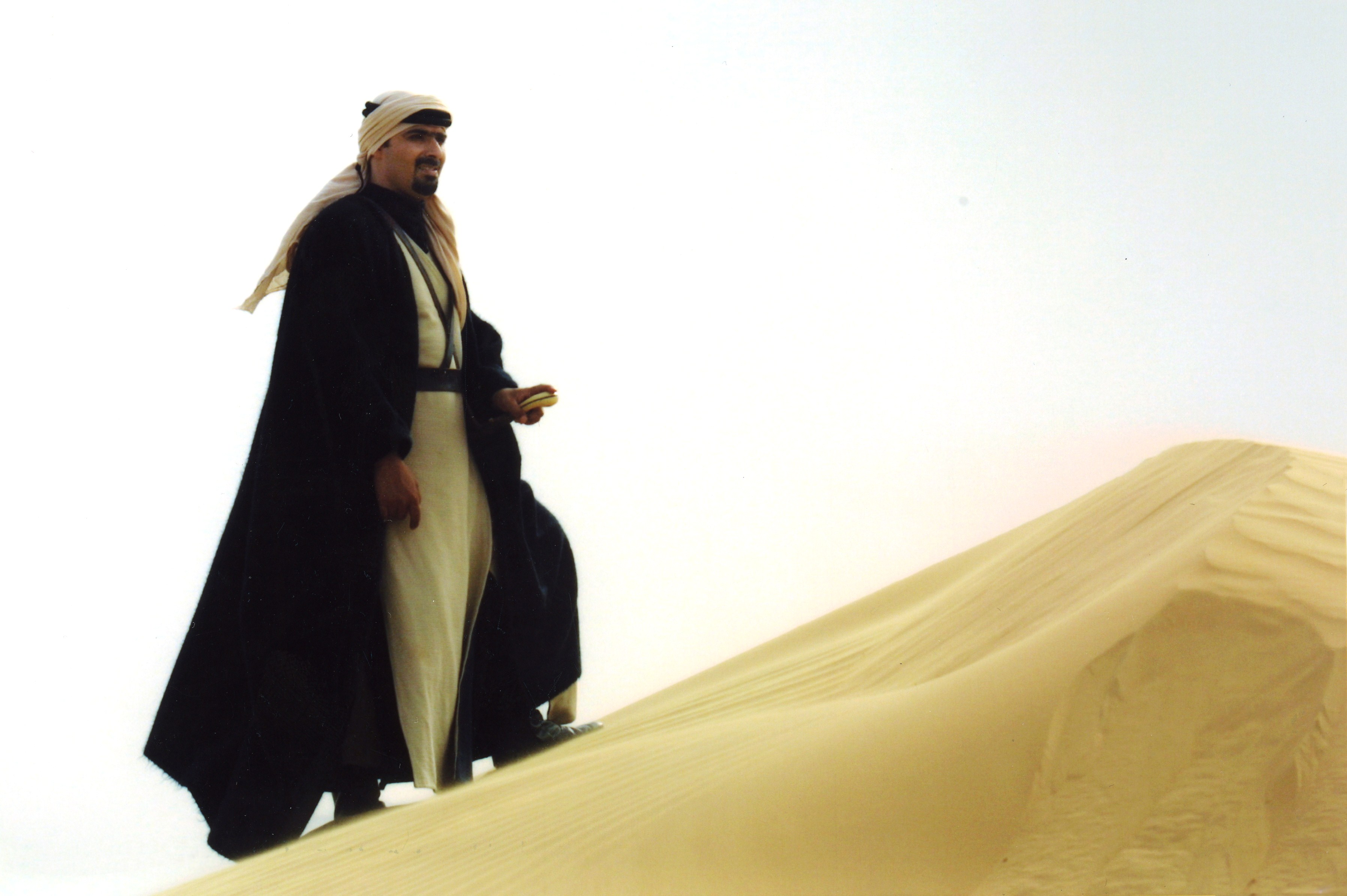
عمار شلق بدور رابح ابن عم شيماء

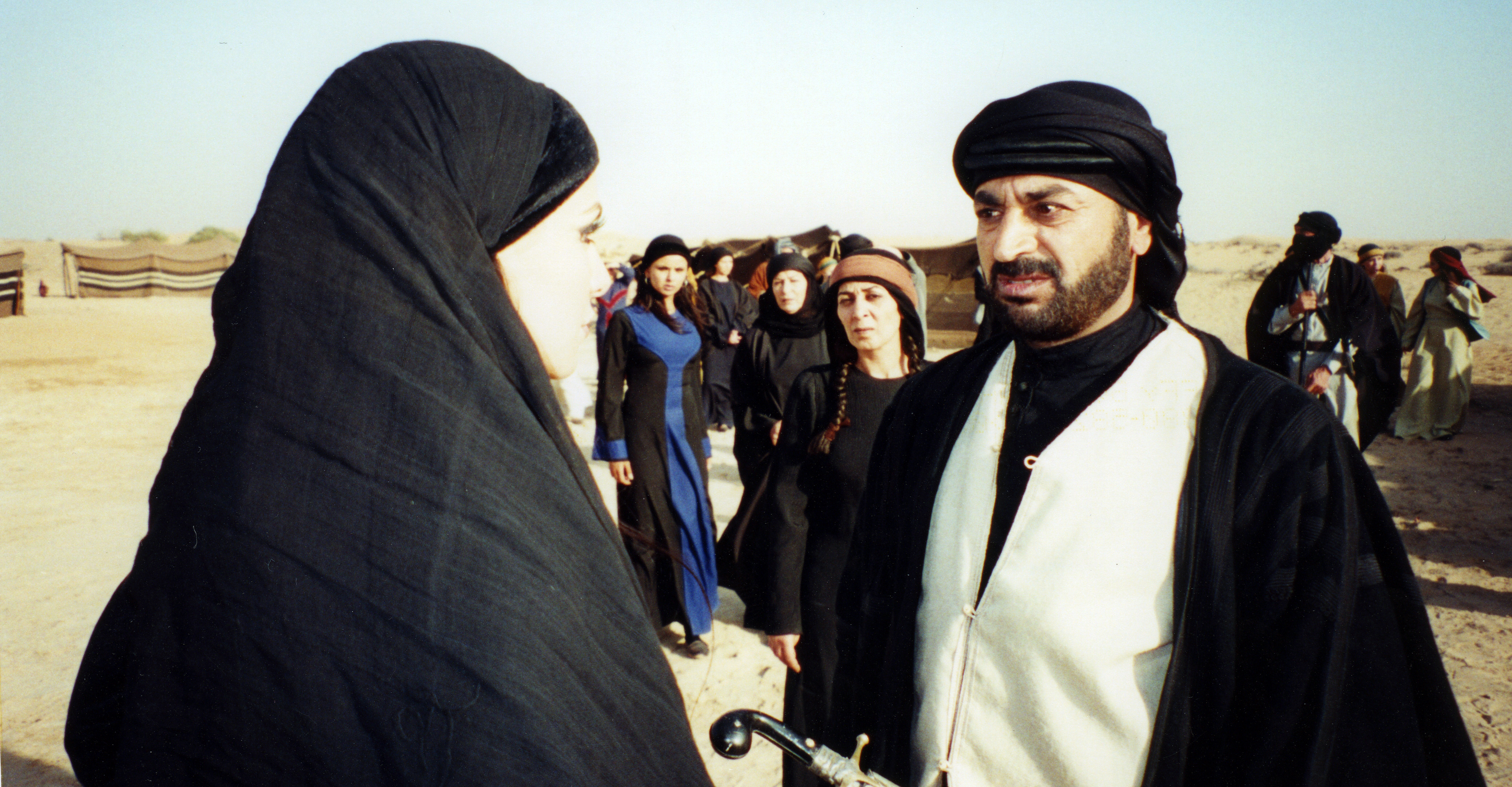
دهشان يريد أن يتزوج بالقوة من شيماء

تتزامن هذه الأحداث مع وقائع قبيلة دهشان الذي يطمع بأن يكون فارس فرسان العرب وشيخ شيوخهم فهو ابن شيخ قبيلته وسرعان ما سيرث الشيخة بسبب مرض أبيه (عبد الكريم القواسمي).
دهشان (هشام حمادة) متزوج من إحدى شريفات العرب ولاعتقاده بأنها لا تنجب لعلة فيها طلقها. إلا أنه وبعد طلاقه منها أنجبت من غيره فاكتشف أنه عقيم. المصيبة الأكبر والطامة الأعظم أنه سرعان ما اكتشف أنه لقيط وأن والده شيخ القبيلة وجده رضيعا متروكا في الصحراء فتبناه. أصيب دهشان في صميم كبريائه كرجل وكفارس وتعويضا لذلك بدأ بالتآمر الشرير للوصول إلى سدة الحكم ومن ثم الإغارة غدرا على قبيلة شيماء ليقهرها وليكره شيماء على الزواج به فهي شاعرتهم الجميلة وأميرتهم العفيفة ورمز شرفهم.
هرب رابح جريحا إثر غارة دهشان وهو في شك في قدرته على المقاومة، إلا أن أصالته واعتداده بنفسه اعاناه على إدراك أبعاد فروسيته فعاد لمقاومة دهشان واستطاع تشكيل قوة من الشباب أغاروا معا على دهشان ورفاقه فتغلبوا عليهم.تم قتل دهشان من طرف امه التي لم تكن تعلم أنه ابنها وأعاد رابح ورفاقه الحق إلى نصابه.

### عودة إلى بشار
بينما بشار في طريق العودة تعرض لسرقة سيف ابن يحيى من قبل بعض عرب المنطقة قرب البتراء إلا أن بشار تتبعهم حتى وصل شيخهم. وفي مواجهة كادت تودي بحياة بشار تغلبت الحكمة على القوة وأعجب شيخ القبيلة (نديم صوالحة) بفروسية وأخلاق وشجاعة بشار فأعاد إليه سيفه. أخرت هذه الحادثة بشار عن موعده.

### النهاية
أما رابح وعلى أثر انتصاره على دهشان ورجاله أصبح شيخ قبيلته وفارسها بلا منازع. وقبلت به شيماء زوجا على أن تزف إليه بعد أيام خصوصا أنه مخلصها من بطش دهشان وأن بشار لم يصل في موعده المحدد ولم تصل عنه أية أخبار تفيد عن أحواله. وجاء يوم عرس رابح وشيماء وبدأت القبيلة باحتفالاتها وأفراحها وفي ذروة الفرح يصل بشار ومعه مهر شيماء.
الموقف بينهم صعب للغاية إلا أن مروءة الفرسان تتغلب على التناقض فيقدم بشار السيف إلى رابح ليقدمه مهرا لشيماء، إلا أن رابح الذي اكتملت فيه معاني الفروسية فيتنازل عن زواجه بشيماء لتتمكن من الزواج ممن تحب.

## اللغز الرئيسي
سيف ابن يحيا

## الممثلون

### منسوريا
- رشيد عساف بدور بشار
- عبد الهادي الصباغ بدور مسعود شقيق رابح الأكبر
- حسام عيد بدور حسن مرافق بشار في رحلته
- مروان فرحات بدور صخر وهو من أتباع دهشان
- رضوان عقيلي بدور أبو ذياب
- أمجد الحسين بدور سويلم

### منالأردن
- عبد الكريم القواسمي بدور والد دهشان
- هشام حمادة بدور دهشان
- نديم صوالحة
- شفيقة الطل
- أشرف أباظة
- جميل عواد
- جولييت عواد
- نادية عودة [6]

### منلبنان
- جويل بحلق ملكة جمال لبنان سابقة، بدور شيماء
- عمار شلق بدور رابح

### منالمغرب
- حسن الجندي بدور شوّاش [7]

### منالسودان
- هالة أغا
- عوض صديق

## التكلفة
بلغت تكاليف إنتاج المسلسل 35 مليون دولار أمريكي

## القنوات التي عرضت العمل
- إم بي سي (mbc)[9] - تلفزيون دبي - التلفزيون السوري - تلفزيون المستقبل - تلفزيون الجديد - التلفزيون الأردني - تلفزيون السودان - تلفزيون البحرين - تلفزيون قطر.

## الترجمة
تُرجمَ المسلسل إلى اللغة الإنجليزية، واستُخدمت فيه مؤثرات فنية جديدة، وأعلن أن العمل شارك في مهرجان كان للبرامج التلفزيونية.

## المعدات
استُخدمت معَدَّات متطورة في التصوير، وطائرات مِروحية كبيرة، وأُخرى صغيرة تحمل الكاميرا فقط ويجري التحكُّم بها من الأرض.